# Militaire Willems-Orde
De Militaire Willems-Orde, kortweg MWO, is een Nederlandse militaire onderscheiding en tevens de oudste en hoogste Nederlandse ridderorde. De orde werd op 30 april 1815 ingesteld door koning Willem I en is genoemd naar Willem met de Hoorn (Willem de Heilige, Willem de Hoorndrager, Willem met de Korte Neus, Willem van Aquitanië), de eerste prins van Oranje. Ook niet-Nederlanders of burgers (zoals verzetsstrijders) kunnen deze onderscheiding ontvangen.
In de Wet op de Militaire Willems-Orde en het Reglement op de Militaire Willems-Orde wordt een aantal gedetailleerde regels over toekennen en dragen van deze orde geformuleerd.
De orde wordt verleend voor daden die getuigen van "Moed, Beleid en Trouw"; bij de instelling in 1815 geformuleerd als "tot belooning van uitstekende daden van moed, beleid en trouw, bedreven door diegenen, welke, zoo ter zee als te lande, in welke betrekking ook, en zonder onderscheid van stand of rang, Ons en het Vaderland dienen. Deze Orde zal echter in bijzondere gevallen ook kunnen worden gegeven aan vreemde militairen, niet in Nederlandschen dienst zijnde." Voor inlandse soldaten van het KNIL was er tussen 1839 en 1898 een Medaille voor Moed en Trouw, maar aangezien deze te veel leek op het gewone onderscheidingsteken voor langdurige en trouwe dienst werd in 1898 een "Kruis voor Moed en Trouw" ingesteld. Vanaf 1927 kwamen ook inlandse soldaten in aanmerking voor de Militaire Willems-Orde.

## Rangen en versierselen
Het ontwerp voor een ordekruis is in 1815 aan koning Willem I voorgelegd door de Hoge Raad van Adel en is waarschijnlijk van de hand van de tekenaar Antonie Frederik Zurcher. Er zijn een aantal schetsen bewaard gebleven van een keten van de Orde. Deze zou door de koning-grootmeester en de grootkruisen kunnen worden gedragen maar het bleef bij tekeningen. Het kruis van de Orde is een Maltezer kruis, en in de armen behoort zich volgens de bepaling van de Wet op de Militaire Willems-Orde, artikel 6, een "Bourgondisch kruis" te bevinden. In werkelijkheid zijn vanaf het begin andreaskruisen gebruikt die door bezuinigen op het juwelierswerk of onkunde in de loop der tijden steeds minder op de beoogde versiering gingen lijken. Volgens schrijver Jan Van Zelm van Eldik was het de ambtenaren en de juweliers vanaf het begin onduidelijk hoe een dergelijk kruis er precies uit behoort te zien. Pas in 2000 is het kruis van de orde weer voorzien van een andreaskruis zoals dat de Hoge Raad van Adel in 1815 voor ogen zou hebben gestaan. De kroon boven het kruis is de heraldisch voorgeschreven Nederlandse koningskroon.
Waar de armen van het kruis samenkomen wordt het juweel van de orde gedekt door de vuurslag van de Orde van het Gulden Vlies.
Het lint is in de kleuren van het huis van Oranje-Nassau uitgevoerd in oranje met twee nassaublauwe biezen.
De Koning der Nederlanden is grootmeester van deze ridderorde. Er bestaan vier graden binnen de Militaire Willems-Orde:
| Graad             | versierselen | uitleg | baton |
| ----------------- | ------------ | --- | ----- |
| Ridder-grootkruis |              | groot uitgevoerd kruis van de orde aan een breed lint over de rechterschouder en een zilveren ster met het kruis van de orde |       |
| Commandeur        |              | kruis van de orde aan een lint om de hals en op de linkerborst ditzelfde kruis                                               |       |
| Ridder 3e klasse  |              | gouden kruis van de orde, met een gouden kroon aan een lint met rozet op de linkerborst                                      |       |
| Ridder 4e klasse  |              | zilveren kruis, maar met de vuurslag in goud, en een zilveren kroon aan een lint op de linkerborst                           |       |

Het lint is oranje met twee nassaublauwe strepen.
Het is in de heraldiek niet ongebruikelijk om het lint en het kruis ook in het wapen van een ridder op te nemen. Het grootkruis hangt in de standaard van de koning der Nederlanden om het Nederlandse wapenschild.
Over de vier graden zijn in de 19e eeuw misverstanden ontstaan. Britse marineofficieren waren verbaasd over het feit dat hun, die vanwege hun rang in de marine op commandeurskruisen en grootkruisen in vreemde orden mochten rekenen, het ridderkruis in de Militaire Willems-Orde werd verleend. Koning Willem I heeft in 1815 gekozen voor een orde naar het voorbeeld van de Orde van Maria Theresia waarin het grootkruis voor veldmaarschalken, admiraals en staatshoofden gereserveerd is. Het commandeurskruis is voor zegevierende bevelhebbers van legers en vloten gedacht. Het ridderkruis der derde klasse of vierde klasse kunnen aan succesvolle bevelhebbers van schepen en legereenheden worden toegekend. In feite is alleen de 4e klasse een onderscheiding voor persoonlijke dapperheid. Wie nogmaals zo moedig is dat hij of zij opnieuw de Willems-Orde verdient, kan tot ridder 3e klasse in de Orde worden bevorderd. Om te voorkomen dat men een officier beneden de rangen der vlagofficieren voor een derde dappere actie het commandeurskruis zou moeten omhangen is de eresabel ingesteld.

## Ridders

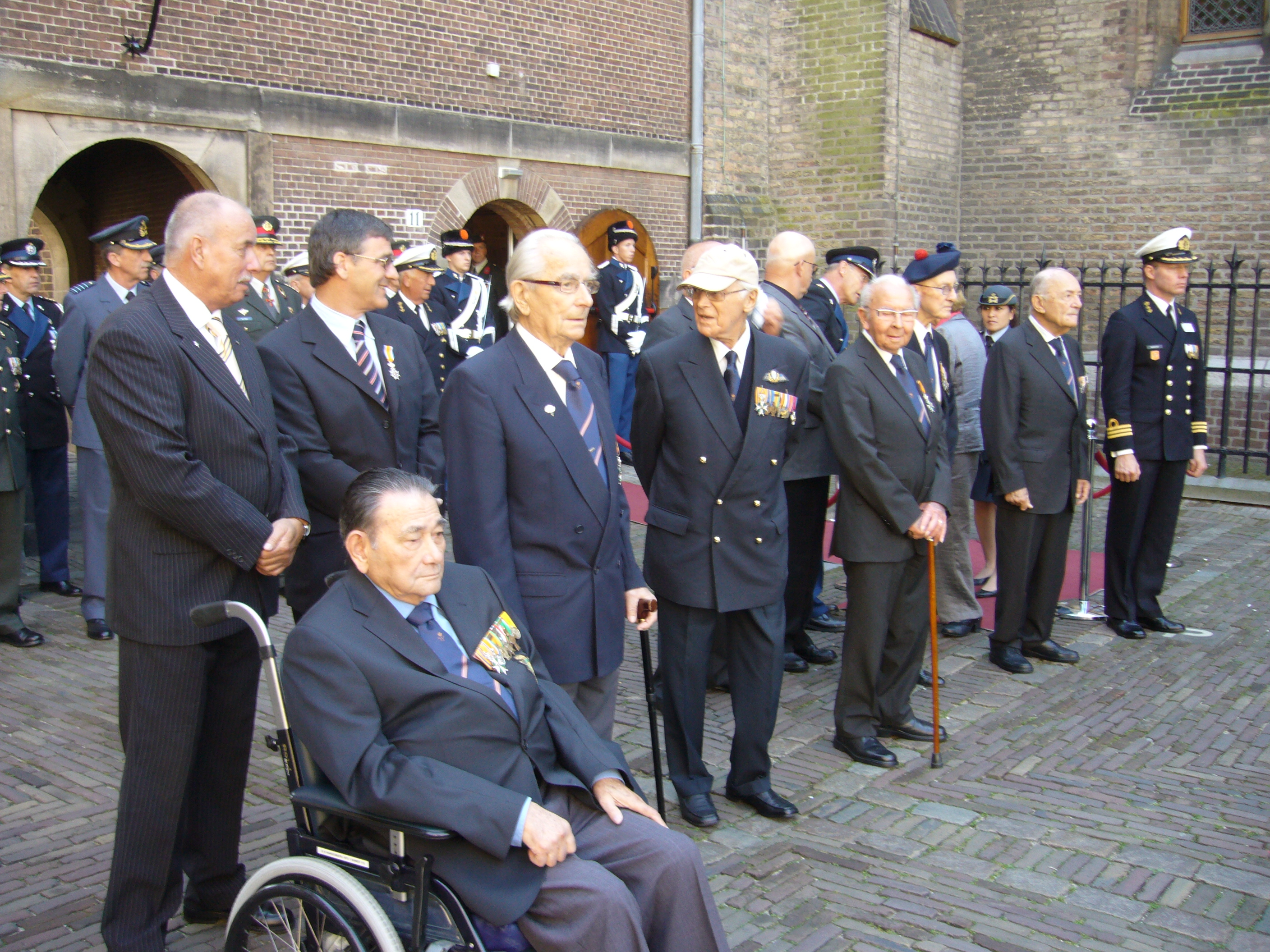
Zes ridders op het Binnenhof in 2009 (vlnr): Giovanni Narcis Hakkenberg (in de rolstoel), Cornelis Pieter van den Hoek, Baron Pierre Louis d’Aulnis de Bourouill, Albert Hoeben, Wilford Hiram Kirk en Frits Jan Willem den Ouden

Vanwege de zeldzaamheid waarmee de Militaire Willems-Orde wordt toegekend, zijn er nog maar enkele persoonlijke dragers van deze orde in leven. Zo waren in 1990 nog 63 en in 1999 nog 25 dragers van de Militaire Willems-Orde in leven. Hiervan was prins Bernhard ridder tweede klasse en de overigen ridder vierde klasse. De laatst levende ridder uit de Tweede Wereldoorlog, de Britse majoor K.G. Mayhew (ridder 4e klasse, 24 april 1946), overleed op 14 mei 2021 op 104-jarige leeftijd.
Anno 2025 bestaat de orde uit drie ridders, die allen zijn benoemd in relatie tot de  Afghaanse Oorlog (2001-2021). 
- M.J. Kroon (Ridder 4e klasse, benoemd op 29 mei 2009)
- G.P. Tuinman (Ridder 4e klasse, benoemd op 4 december 2014)
- R. de Ruiter (Ridder 4e klasse, benoemd op 31 augustus 2018)

## Geschiedenis van de orde

### De instelling in 1815
Nederland bezat in 1815 geen eigen ridderorden. De Nederlandse Grondwet bepaalde ook toen al dat ridderorden alleen bij wet mochten worden ingesteld; de organisatie en toekenning van de Militaire Willems-Orde is dan ook bij wet geregeld. Koning Willem I speelde met de gedachte om ook een eigen afdeling van de Orde van het Gulden Vlies of een orde van het Bourgondisch Kruis in te stellen, maar zag daar van af. De vuurslag van het Gulden Vlies en het Bourgondische kruis, twee groene laurierstokken, kregen uiteindelijk een plek op het kruis van de Militaire Willems-Orde. Omdat de orde in een wet moest worden vastgelegd werden ontwerp en statuten niet door de koning maar door bureaucraten in de Raad van State, Hoge Raad van Adel en de ministeries vastgelegd. De bemoeienis van koning Willem I ging niet verder dan de, aan hem gelaten, keuze voor de kleur van het lint en het metaal waarin de ridderkruisen zouden worden uitgevoerd. De koning koos zilver.
De Militaire Willems-Orde is vooral geïnspireerd door de in die tijd modern georganiseerde Oostenrijkse Orde van Maria Theresia, de Franse Ordre du Mérite militaire en de Russische Orde van Sint-George. Ook het napoleontische Legioen van Eer deed zijn invloed gelden. De oudste orden waren steeds gemeenschappen van ridders en kenden vaak maar een enkele rang; moderne orden stonden ook voor niet-adellijke personen open en de nadruk lag meer op het erekruis en lint dat men mocht dragen. Koning Willem I die behoefte had aan eretekens om daarmee dappere en verdienstelijke soldaten en burgers te onderscheiden, stichtte twee orden: de Militaire Willems-Orde en de Orde van de Nederlandse Leeuw. De Militaire Willems-Orde kon vanaf het eerste begin aan militairen van alle rangen worden verleend. De ridders der 4e klasse beneden de rang van officier genieten een toelage, volgens de rang of stand, bekleed op het ogenblik, dat zij zich de onderscheiding hebben waardig gemaakt. Deze soldij wordt bij de ridder der Derde Klasse verdubbeld.
De naam van de orde is niet ontleend aan de stichter, koning Willem I, maar is door het lid van de Hoge Raad van Adel, R. Metelerkamp, voorgesteld om te herinneren aan Willem met de Korte Neus ook wel Willem met de Hoorn, de eerste prins van Oranje. De herkomst van de ordespreuk “Voor Moed, Beleid, Trouw” is onduidelijk.
De Wet op de Militaire Willems-Orde is in het voorjaar van 1815 door de Staten-Generaal aangenomen, door de koning en zijn ministers getekend. Op 30 april of 6 mei, dat is onduidelijk, werd de wet in de Staatscourant gepubliceerd.
Op 4 mei 1814 was echter op onregelmatige wijze al de eerste toezegging voor een benoeming van de orde gedaan. Een officier in Nederlandse dienst, de prins van Saksen-Weimar vroeg de koning of hij zijn Legioen van Eer mocht blijven dragen. De koning schreef terug dat “Wij de door hem ontvangen decoratie door de Militaire Willems Order zullen remplaceren”. In de daaropvolgende jaren werd aan meerdere officieren die onder Napoleon hadden gediend desgevraagd verlof gegeven om hun Franse orden te verruilen voor een Willems-orde. De eerste reguliere benoemingen dateren van 8 juli 1815.

### De Militaire Willems-Orde in de 19e eeuw
De eerste 1004 benoemingen gingen naar de officieren en soldaten die de teruggekeerde keizer Napoleon Bonaparte I in juni 1815 bij Quatre-Bras en Waterloo definitief versloegen. De eerste 6 grootkruisen en 998 ridders in alle klassen van de Orde werden op 8 juli benoemd. De eersten die een grootkruis kregen, waren:
- Willem, prins van Oranje (1792-1849), de Nederlandse bevelhebber tijdens de Slag om Waterloo
- Frederik Willem Karel van Pruisen (1783-1851), Pruisisch generaal
- Arthur Wellesley, hertog van Wellington (1769-1852), Brits veldmaarschalk
- Gebhard Leberecht von Blücher (1741-1819), Pruisisch veldmaarschalk
- Friedrich Wilhelm Bülow von Dennewitz, (1755-1816) Pruisisch generaal
- August Neidhardt von Gneisenau (1760-1831), Pruisisch veldmaarschalk

Willem II der Nederlanden staat officieel te boek als de eerste ridder in de Militaire Willems-Orde.
De douaneambtenaar Augustin-Joseph Piton werd die dag als eerste burger in de Militaire Willems-Orde opgenomen omdat hij twintig Franse kanonnen in beslag wist te nemen.
De koning verleende ook aan een aantal generaals het recht om een vastgesteld aantal onderscheidingen in de Willems-orde te verlenen; de koning bekrachtigde de toekenning dan achteraf. De Britse vlootvoogd, burggraaf Torrington, kreeg begin 1816 een grootkruis en het recht om een commandeur en enige ridders der derde klasse en vierde klasse in de Militaire Willems-Orde te verlenen. Hij mocht de onderscheiding zelf echter niet aannemen, omdat hij niet onder Nederlands commando stond en geen werkelijke militaire actie had bevolen.
In 1816 bestreden Nederlandse en Britse marine gezamenlijk de Algerijnse piraten. Naar aanleiding van deze actie werden 38 Willemsorden verleend: 2 grootkruisen, 6 commandeurs en 30 ridders derde en vierde klasse.
De Java-oorlog (1825-1830) bracht ook tientallen andere militairen een Willems-Orde.
Tijdens de regering van koning Willem I kreeg de Militaire Willems-Orde het karakter van een algemene militaire onderscheiding. De orde werd royaal verleend en het oorspronkelijke doel, dat het om het om bijzondere verdienste 'in de strijd' moest gaan, werd uit het oog verloren. De Willems-Orde werd bijvoorbeeld toegekend aan een militair die in vredestijd een kameraad uit een diepe put wist te redden. De merkwaardigste benoeming was die van de Pruisische generaal-majoor Dumoulin vanwege zijn verdienste voor de houthakkerijen in Luxemburg.
In de eerste jaren waren er misverstanden over de draagwijze van de Militaire Willems-Orde. In het geval van de commandant van de Lichte Dragonders, kolonel J.C. Reno, die van zijn kameraden een ridderkruis der derde klasse met briljanten als geschenk had ontvangen, gaf de koning toestemming om dit kruis te dragen. In het geval van Emanuel Joseph de Alcantara, die zelf een "guirlande van briljanten" aan zijn ridderkruis had toegevoegd, werd deze vergunning onthouden. Generaal de Kock, overwinnaar in de Java-oorlog (1825-1830), mocht ook geen met diamanten versierd grootkruis aannemen, zoals zijn officieren dat in gedachte hadden. In de daaropvolgende jaren zijn geen kruisen met edelstenen meer vervaardigd.
In de eerste jaren na 1815 werden veel ridderkruisen met hun achterkant naar boven gedragen, zoals op portretten valt te zien. Dat had twee redenen; de ridders wilden de "W" op het medaillon beter laten uitkomen en zullen ontevreden zijn geweest over de kwaliteit van de op de voorzijde aangebrachte vuurslag. In latere kruisen was deze vuurslag wél fraai uitgevoerd.
Een in 1832 benoemde commandeur in de Militaire Willems-Orde, de Nederlandse admiraal in Russische dienst Lodewijk Sigismund Vincent Gustaaf rijksgraaf van Heyden draagt op een portret een commandeurskruis op zijn borst waarvan het midden een medaillon met een "W" in plaats van de voorgeschreven vuurslag draagt.
De veteranen van de Slag bij de Doggersbank (1781) vroegen in de jaren 1840 ook om Willems-orden. Salomon Dedel, die zijn vader daar als zesjarige vergezelde, werd daarom in 1841 ridder in de Militaire Willems-Orde. Hij deelde deze eer met een aantal echte veteranen.
Tijdens de Belgische opstand in 1830 trok het regeringsleger in een Tiendaagse Veldtocht ten strijde om de opstand neer te slaan. Deze campagne en de verdediging van de Citadel van Antwerpen leidden tot het toekennen van verscheidene Willems-orden waaronder een grootkruis voor de commandant David Hendrik Chassé. Jan van Speijk, die met zijn schip de lucht in ging, was op het moment van zijn dood al ridder.
Onder de opeenvolgende, strenge kanseliers van de Militaire Willems-Orde werden criteria ontwikkeld die uitsloten dat de orde nog voor verdiensten in vredestijd werd toegekend; de overste F.F.L.U. Last is op 2 december 1832 de laatste geweest die zonder aan een gevecht deel te hebben genomen in de orde werd opgenomen. Hij werkte in het destijds voor Europeanen levensgevaarlijke Guinea.
De koningen gingen nonchalant om met 'hun' Willems-orde. Koning Willem III der Nederlanden verleende de onderscheiding zelfs aan Russische militairen die zich hadden onderscheiden bij het neerslaan van de Hongaarse Revolutie in 1848, een conflict waar Nederland part noch deel aan had.

### De Militaire Willems-Orde in Nederlands-Indië
Nederland voerde tijdens de 19e eeuw na de Belgische Opstand in Europa geen oorlogen, maar was in Nederlands-Indië gedurende de gehele 19e eeuw betrokken bij talloze schermutselingen, opstanden en veroveringsoorlogen. Jarenlang verzetten hoge ambtenaren in Den Haag zich tegen het verlenen van ridderkruisen aan inlanders. Zij moesten het met erepenningen en geschenken als kostbare krissen doen. Het verhaal van de emancipatie van de "indiaan" in de Nederlandse ridderorden staat beschreven onder Erepenning.
De latere Shell-topman, ARP-leider en premier Colijn werd vanwege zijn optreden bij het veroveren van het paleis van de radja in Tjakranegara ridder der 4e klasse in de Orde. Dat het Nederlandse optreden, ook dat van luitenant Colijn, aldaar soms neerkwam op het letterlijk neersabelen van vrouwen en kinderen drong in Nederland niet door. De koloniale troepen waren in Nederlandse ogen helden en velen werden, op Lombok en in Atjeh, geridderd.
Na het behalen van de overwinning in de oorlog tegen Atjeh werd aan de gouverneur-generaal Joannes Benedictus van Heutsz het commandeurskruis verleend.
In Nederlands-Indië was steeds een voorraad ridderkruisen voorhanden. De onderscheiding ontwikkelde zich er tot een beloning voor Europese militairen (meestal officier) die zich verdienstelijk hadden gemaakt in de strijd tegen opstandige of onwillige autochtonen. In de twintigste eeuw leverde het dappere, maar kansloze verzet van de Koninklijke Marine en het KNIL tegen de Japanse invallers een aantal Willems-orden op. De Nederlandse vlootvoogd in de Oost, Karel Doorman, werd postuum als ridder 3e klasse in het register van de Militaire Willems-Orde bijgeschreven. Ook generaal Spoor, commandant van de Nederlandse troepen tijdens de Indonesische Onafhankelijkheidsoorlog werd postuum tot commandeur in de Militaire Willems-Orde benoemd.
In totaal werden in de jaren voor de Tweede Wereldoorlog in Nederlands-Indië 3838 Willemsorden verleend. Het gaat om 3 grootkruisen, 27 commandeurs, 265 ridders 3e klasse en 3543 ridders 4e klasse. Een aantal van de gedecoreerden verwierf ook een Eresabel en er waren honderden Eervolle Vermeldingen die door het Kapittel werden geregistreerd. De Eresabel werd immers alleen aan ridders in de Militaire Willems-Orde verleend. De regering verleende een dergelijke sabel om een ridder der IIIe Klase niet tot commandeur te hoeven benoemen. De commandeursrang was alleen voor generaals bestemd. Eervolle vermeldingen werden geregistreerd omdat deze een rol konden spelen bij het later toekennen van een Willems-Orde.

### De Militaire Willems-Orde in de eerste helft van de 20e eeuw
De eerste jaren van de 20e eeuw stonden voor militair Nederland in het teken van de oorlog tegen het onafhankelijke sultanaat Atjeh. De hervorming van de wet op de Militaire Willems-Orde nam veel tijd in beslag. In 1895 vergaderden interdepartementale commissies vruchteloos over de nieuwe wetsbepalingen. In 1913 discussieerden Kapittel en Hoge Raad van Adel over de juiste vorm van het Bourgondische kruis in de kruisen van de Orde. Kapittel en Raad kwamen er niet uit. Wanneer in de Kamer vragen werden gesteld over de nooit verhoogde soldij of de ontoereikende regelingen werd in 1913, in 1919, in 1920 en ook later nog aangedrongen op een herziening van de wet. De verantwoordelijke ministers herinnerden de kamer er dan steeds weer aan dat 'men het voornemen had om de gehele wet te herzien' en dat men daarop niet vooruit kon lopen. Toen koningin Wilhelmina aan het bewind kwam was haar betrokkenheid bij 'haar' ridders groot en het verlenen van Willems-orden ging daardoor met veel festiviteiten gepaard.
In de 125 jaar tussen de stichting van de Orde en het vaststellen van de herziene wet in april 1940 moest de Militaire Willems-Orde het stellen met ontoereikende en onduidelijke wettelijke voorschriften en een onderbezet Kapittel.
Het is aan de sociaaldemocraten (SDAP) in de kamers te danken dat men in 1920 de soldij van de ridders, belangrijk in een tijd zonder goede pensioenen of AOW, voor het eerst sinds 1856 verhoogde. Aan de weduwen en wezen van de ridders werd pas in 1940 gedacht.
Tot 1940 werden er 5992 heren in de Militaire Willems-Orde opgenomen: 47 grootkruisen, 82 commandeurs, 390 ridders 3e klasse en 5473 ridders 4e klasse. 3838 daarvan werden in Indië verworven.

### De Militaire Willems-Orde in de Tweede Wereldoorlog
Op de valreep, 12 april 1940, keurden de kamers een nieuwe wet op de Militaire Willems-Orde goed. Koningin Wilhelmina tekende de al door de ministers gecontrasigneerde wet op 30 april maar het lukte niet meer om de wet te publiceren. Het document raakte zoek en in Londen wist geen van de betrokkenen meer of zij de wet nu wel of niet hadden getekend. In Nederland had het niet publiceren van de wet tot gevolg dat de weduwen en wezen van de ridders het toegedachte inkomen niet kregen uitbetaald.
Minister Dijxhoorn (minister van Oorlog) en koningin Wilhelmina kwamen op 10 mei in brieven overeen dat er, nu de Duitsers Nederland waren binnengevallen, snel en zonder lange procedures Willems-Orden zouden worden verleend. Dat kon want het Kapittel had in april en mei in allerijl 284 kruisen laten maken of restaureren. Dit grote aantal, de betrokken ambtenaren hebben zelfs aan 1000 nieuwe kruisen gedacht, was gebaseerd op het aantal Willemsorden dat in 1815 na de slag bij Waterloo werd verleend.
Het in Nederland achtergebleven Kapittel van de Militaire Willems-Orde heeft in 1940 enige tijd overwogen om militairen die zich bij de strijd tegen de Duitsers onderscheiden hadden te decoreren. Generaal Winkelman, de opperbevelhebber van de verslagen Nederlandse troepen, onderscheidde op 18 mei 1940 zogenoemde 'Luchtvaartbrigade', de voorloper van de Koninklijke Luchtmacht, met de Militaire Willems-Orde. Deze benoeming is nooit door de regering bekrachtigd, of zoals de technische term luidt: gehomologeerd, maar is juridisch onomstreden. Generaal Winkelman en, nadat deze naar Duitsland was gevoerd, generaal-majoor N.G. Carstens stuurden met medeweten van de Duitse bezetter 27 condoleancebrieven aan de families van gesneuvelde militairen met de mededeling dat 'zij voorgedragen zouden worden voor de Militaire Willems-Orde'. Tot het verlenen van Willems-Orden kwam het niet.
In 1940 was besloten dat ook burgers voor een Willems-Orde in aanmerking kwamen, dat was altijd al zo geweest maar het werd nu wederom vastgelegd. Dit was achteraf van groot belang voor het decoreren van verzetsstrijders.
De regering in Londen decoreerde al in juni 1940 kapitein Posthumus van de coaster m.s. Omlandia met een Militaire Willems-Orde. De regering in ballingschap stelde geen eigen kapittel in, dat vergaderde jarenlang vruchteloos in het gebouw van het Kabinet van de Koningin in Den Haag.
De regering in Londen zag al snel in dat de Militaire Willems-Orde alleen niet voldeed wanneer men dappere soldaten wilde eren. Men stelde daarom nieuwe onderscheidingen in, zoals het Verzetskruis, de Bronzen Leeuw, het Bronzen Kruis en andere. Uit de aantallen verleende onderscheidingen kan men opmaken hoe exclusief een benoeming in de Willems-Orde bleef.
De koninginnen Wilhelmina en Juliana verleenden na mei 1940
- 196 (169) Ridderkruisen in de Militaire Willems-Orde, waarvan 55 postuum, en daarnaast:
- 94 verzetskruisen, waarvan 93 postuum.
- 1210 (1037) Bronzen Leeuwen, waarvan 183 postuum. Er waren 53 Bronzen Kruisen voor leden van de 82nd Airborne Division voor hun bijdrage op 17 september 1944 bij Nijmegen.
- 3498 (3040) Bronzen kruisen, waarvan 338 postuum
- 2083 (2040) Kruisen van Verdienste, waarvan 99 postuum
- 725 (728) Vliegerkruisen, waarvan 66 postuum

De regering in Londen, na de bevrijding geadviseerd door het Kapittel, beoordeelde 430 voordrachten en reclames die dus in ongeveer een op de drie gevallen werden gehonoreerd.
Deze opgaven zijn van de hand van J.A. van Zelm van Eldik, tussen haakjes staat de opgave van de Vereniging Dragers Militaire Dapperheidsonderscheidingen uit 2010.

### De Militaire Willems-Orde na de Tweede Wereldoorlog
De eerste voordrachten van na de oorlog, het ging daarbij om verzetsstrijders als luitenant Lodewijk van Hamel, generaal-majoor Henri Koot en kolonel Pieter Jacob Six, aanvoerders van het verzet tegen de nazi's, werden in eerste instantie zonder veel omhaal afgewezen. De leden van het Kapittel wezen de regering op de mogelijkheid om, postuum of anderszins, een Verzetskruis te verlenen.
Bij Koninklijk Besluit van 12 april 1945 nummer 17 werd Mauritz Christiaan Kokkelink benoemd tot ridder in de Militaire Willems-Orde. Dat was onder meer omdat hij aanvankelijk als ondercommandant, later als commandant van een detachement van in het begin 58 man sterk, na de bezetting van Manokwari op Nederlands-Nieuw-Guinea door de Japanners in maart 1942 grote moed, beleidvol optreden, doorzettingsvermogen en bekwaamheid had getoond. De groep Kokkelink was het enige legeronderdeel van Nederland cq. Nederlands-Indië dat zich nimmer heeft overgegeven aan de bezetter.
Een van de na de Tweede Wereldoorlog geridderde militairen is Carel Frederik Overhoff. Hij verwierf zijn Willems-Orde in mei 1945 tijdens de bevrijding van Amsterdam en werd op 29 mei 1947 in de orde opgenomen. Op 6 mei 1952 werd hij na een veroordeling tot een gevangenisstraf van 2½ jaar wegens verduistering uit de registers van de Militaire Willems-Orde geschrapt. Deze maatregel is bij Koninklijk Besluit van 6 mei 1952 genomen.
Op 19 juli 1950 werd de verzetsstrijdster Jos Gemmeke onderscheiden met de Militaire Willems-Orde 4e klasse. Na koningin Wilhelmina is zij de enige vrouw die deze onderscheiding ten deel viel.
In 1946 benoemde koningin Wilhelmina haar schoonzoon prins Bernhard der Nederlanden tot ridder de tweede klasse of commandeur in de Militaire Willems-Orde. Zij volgde daarmee de traditie dat de commandant van een legerkorps, in zijn geval de Binnenlandse Strijdkrachten, deze onderscheiding na een behaalde overwinning ontvangt.
Koningin Wilhelmina bezat zelf geen Nederlandse onderscheidingen. Zij was grootmeesteres van de orden en droeg uit dien hoofde de grootkruisen. Na haar troonsbestijging in 1948 benoemde koningin Juliana haar afgetreden moeder daarom tot grootkruis in de Militaire Willems-Orde. Prinses Wilhelmina maakte nu deel uit van de orde waarmee zij zich steeds zo verbonden heeft gevoeld.

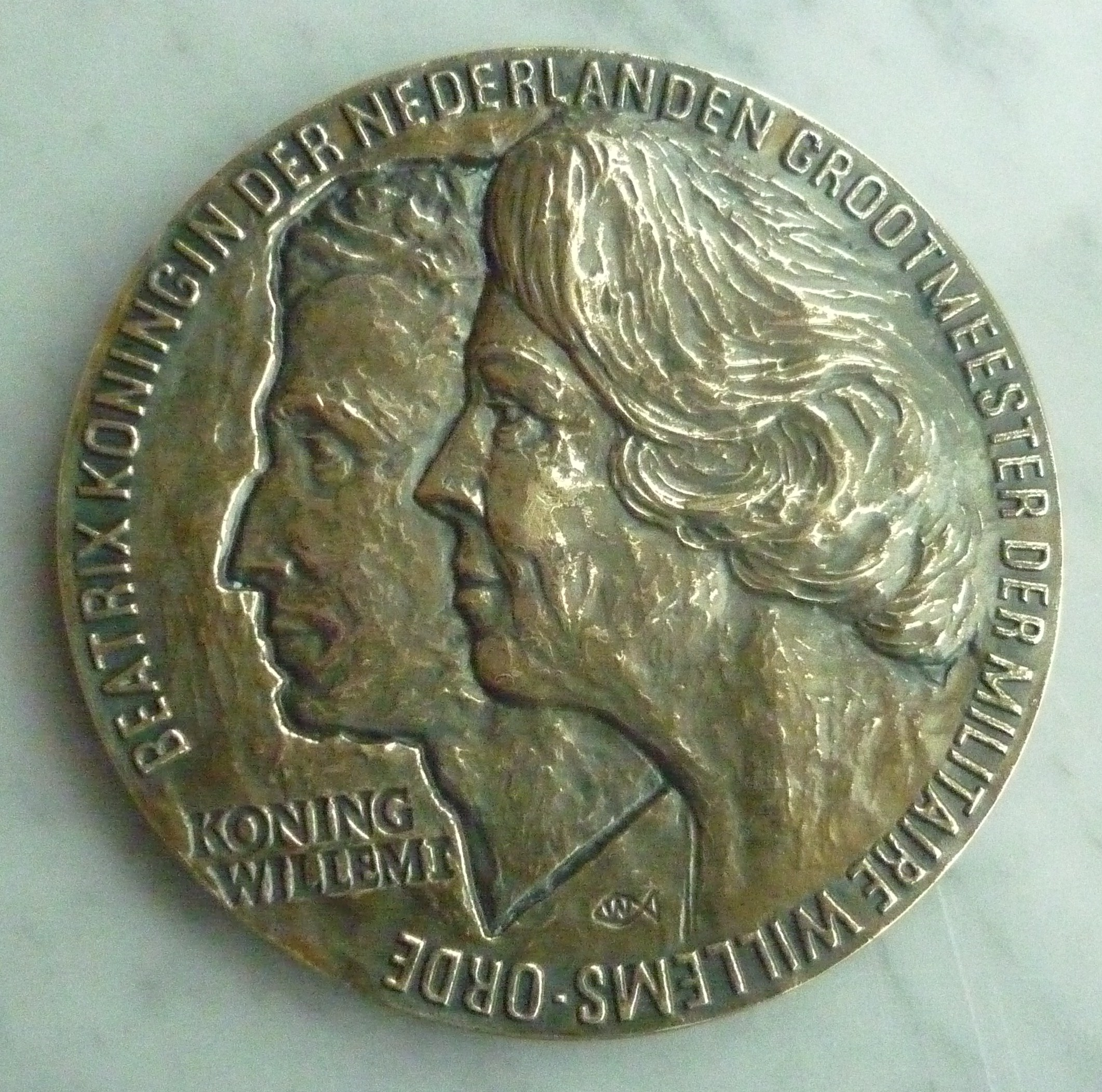
Penning ter gelegenheid van het 175-jarig bestaan van de MWO, afbeelding van koning Willem I en koningin Beatrix

In 1952 besloot het kabinet om geen Willems-Orde meer toe te kennen. Op de binnengekomen voordrachten werd een beslissing genomen en de boeken werden gesloten. Deze beslissing betekende dat een aantal dappere soldaten niet meer werden gedecoreerd met een onderscheiding die hen wel zou toekomen. Hierbij valt te denken aan de mariniers die de bruggen van Rotterdam in mei 1940 verdedigden en aan de Poolse bevrijders van Nederland die om politieke redenen niet werden gedecoreerd. De Nederlandse verzetsstrijders waren vaak erg bescheiden of om politieke redenen wars van onderscheidingen. Dat het verlenen van een onderscheiding ook therapeutische uitwerking heeft werd in het Nederland van de naoorlogse wederopbouw niet onder ogen gezien. Het verlenen van een decoratie, zeker wanneer het een Willems-Orde betreft, heeft veel nabestaanden enigszins getroost.
Echter werd in 1980, 35 jaar na de bevrijding, om de grote groep verzetsmensen en burgers te eren voor al hun daden tijdens de Tweede wereldoorlog, een nieuwe nationale onderscheiding in werking gesteld het Verzetsherdenkingskruis.
In 1990 werd op het Binnenhof het 175-jarig bestaan van de Willems-Orde herdacht onder leiding van generaal Knulst, de kanselier der Nederlandse Orden. Er waren 52 ridders aanwezig, waaronder Jos Gemmeke. Prins Bernhard nam het defilé af. Minister-president Ruud Lubbers memoreerde vervolgens dat het 125-jarig jubileum plaatsvond in april 1940, op de vooravond van de Duitse aanval op Nederland.
Grootkruisen in de Militaire Willems-Orde van na 1945:

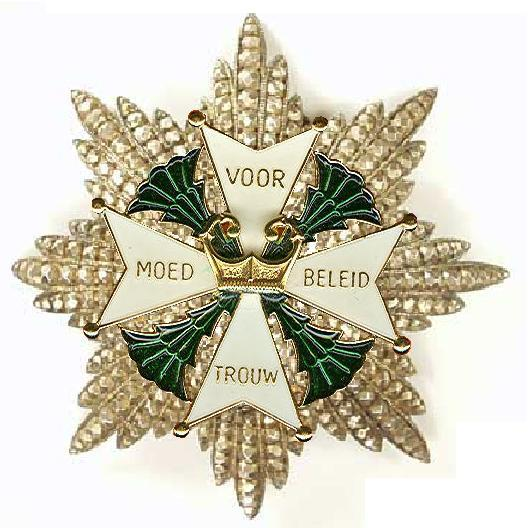
De ster van een ridder 1e klasse of Grootkruis in de Militaire Willems-Orde. 19e-eeuws model.

De orde had in de Tweede Wereldoorlog aan glans gewonnen en de regering verleende ook twee grootkruisen om de staatshoofden, en op deze wijze ook de strijdkrachten, van twee bondgenoten te eren. In 1954 werd ook de keizer van Ethiopië met een grootkruis vereerd.
- Koningin Wilhelmina
- Koning George VI van het Verenigd Koninkrijk
- President Franklin Delano Roosevelt van de Verenigde Staten, postuum
- Keizer Haile Selassie van Ethiopië in 1954

In zijn memoires schreef Joseph Luns, oud-minister van Buitenlandse Zaken, dat de ambassadeur van Peru in 1960 eiste dat de Peruviaanse president Prado, "zoals bij staatshoofden gebruikelijk", het grootkruis van Nederlands hoogste ridderorde, de Militaire Willems-Orde, zou krijgen. Luns’ verweer dat dit alleen weggelegd zou zijn voor een staatshoofd dat Nederland in een oorlog heeft bijgestaan stuitte op dovemansoren. Heeft Peru niet op 12 februari 1945 Hitler de oorlog verklaard? Toch week het kabinet niet voor de druk. Prado moest zich, net als andere bezoekende staatshoofden met een Orde van de Nederlandse Leeuw tevredenstellen.
Naar aanleiding van de Koreaanse Oorlog werd de Militaire Willems-Orde viermaal verleend. Kapitein Johannes Anemaet (1951) en Johan Frans Ketting Olivier ‧ Soldaat vh dienstvak Techn.Dienst ‧ 08-05-1951, die zich in Korea onderscheidden, zijn twee van de laatst benoemde ridders in de Militaire Willems-Orde. In 1951 werd aan Marinus den Ouden postuum de orde uitgereikt. Hierna kwamen in ieder geval nog Johan Heinrich Christoffel Ulrici, benoemd in 1953, maar voor daden in de Tweede Wereldoorlog, en in 1955 Tivadar Spier voor daden in Indonesië.
In 1948 droeg koningin Juliana bij haar inhuldiging de na de oorlog vervaardigde ster en het grootkruis van de Militaire Willems-Orde. De eerder pacifistisch ingestelde koningin droeg haar Willems-Orde tijdens haar regering niet vaak. In 1965 werd het 150-jarig bestaan gevierd met een parade en een bijzondere postzegel.
Tijdens haar inhuldiging droeg ook koningin Beatrix het lint en de ster van de Militaire Willems-Orde. Erik Hazelhoff Roelfzema, ridder in de Militaire Willems-Orde, was bij deze plechtigheid Koning van Wapenen.
Nederland eert de ridders met een jaarlijkse ontvangst, op de zogenaamde ridderdag, door de Koning. Daarnaast krijgen ridders bij militaire plechtigheden en bij de opening van de Staten-Generaal bijzondere plaatsen toegewezen.

### De Militaire Willems-Orde in de 21e eeuw

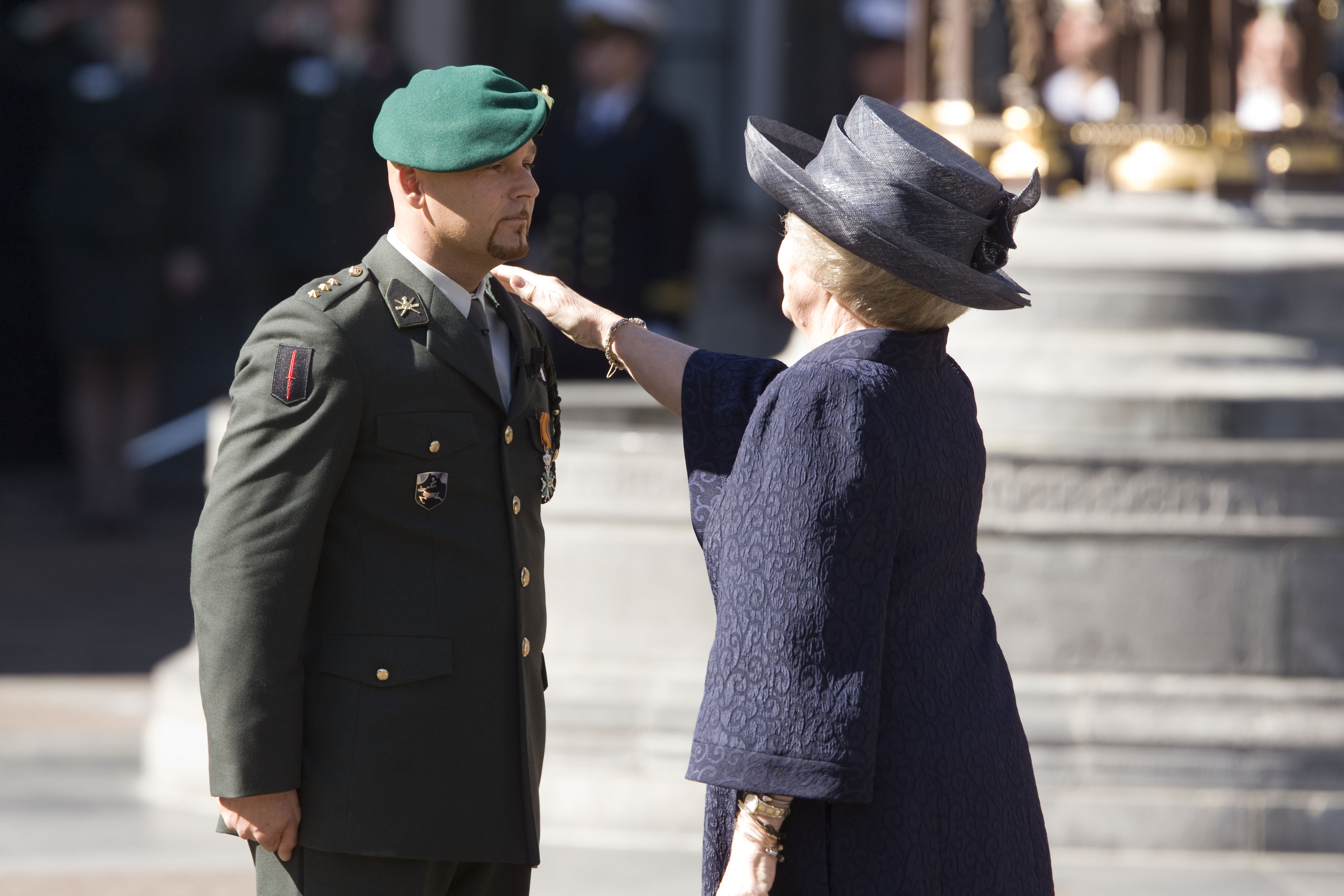
Marco Kroon, de eerste ridder in de MWO van de 21e eeuw, geridderd door Koningin Beatrix

Op 31 mei 2006 waren er nog 12 ridders in de Militaire Willems-Orde in leven. Een aantal van hen was aanwezig bij het uitreiken van de Militaire Willems-Orde aan de Poolse 6 Brygada Desantowo-Szturmowa bewaarder van de tradities van de 1 Samodzielna Brygada Spadochronowa voor haar strijd in de Slag om Arnhem.
Het was een hartenwens van prins Bernhard dat Nederland zijn dappere Poolse bevrijders alsnog zou eren. Met een verwijzing naar het kabinetsbesluit van 1952 wees de minister van Defensie dit categorisch af. Toen de Tweede Kamer zich uitsprak voor toekenning en uit de archieven bleek dat koningin Wilhelmina zelf een voordracht heeft gedaan waarop nog niet werd beschikt, ging ook de minister akkoord. Het kruis der vierde klasse werd tijdens een plechtigheid op het Binnenhof aan het vaandel van de Poolse brigade bevestigd.
Naar het zich liet aanzien zou de Militaire Willems-Orde binnenkort alleen nog uit een grootmeester bestaan, maar op 10 februari 2009 kondigde het Ministerie van Defensie aan dat op 29 mei 2009 - voor het eerst in ruim 50 jaar - kapitein Marco Kroon, pelotonscommandant bij het Korps Commandotroepen, zou worden benoemd tot Ridder 4e klasse. Door de deelname van Nederland aan vredesoperaties en interventies als in Irak en Afghanistan is het, zoals is gebleken, niet uitgesloten dat er nog meer ridders worden benoemd. Of het koninkrijk daarbij in oorlog is of niet is van ondergeschikt belang. De Militaire Willems-Orde wordt immers 'in de strijd' verworven.
Op vrijdag 22 oktober 2010 ontving koningin Beatrix de ridders op Paleis Noordeinde om het 195-jarig bestaan van de orde te gedenken en een krans te leggen bij het beeld van haar grootmoeder, dat tegenover het paleis staat.
Op 30 april 2013 legde koning Willem-Alexander der Nederlanden direct na de abdicatie van zijn moeder de knoopsgatversiering van de Orde van de Nederlandse Leeuw af. Hij verscheen als koning op het balkon met in het knoopsgat van zijn jacquet het knoopsgatversiersel van de Militaire Willems-Orde. Ook op de eerder gemaakte staatsiefoto van de nieuwe koning draagt de vorst grootlint, grootkruis en ster van de Militaire Willems-Orde.
Op 20 oktober 2014 werd bekend dat majoor Gijs Tuinman van het Korps Commandotroepen benoemd is tot Ridder der 4e klasse. Het ordekruis werd op 4 december 2014 uitgereikt op het Binnenhof.
Op 15 maart 2016 ontving het Korps Commandotroepen de Militaire Willems-Orde. Het KCT werd door Koning Willem-Alexander op het Binnenhof gedecoreerd voor zijn optreden in Afghanistan, die plaatsvonden onder extreme omstandigheden, met name tussen maart 2005 en september 2010. Nederland was sinds 2002 actief in Afghanistan en leidde onder meer de internationale coalitiemacht (ISAF) in de zuidelijke provincie Uruzgan van augustus 2006 tot medio 2010.
Op 31 augustus 2018 ontving reservist majoor-vlieger Roy de Ruiter de Militaire Willems-Orde en werd hij benoemd tot Ridder der 4e klasse.

## De Militaire Willems-Orde als vaandeldecoratie

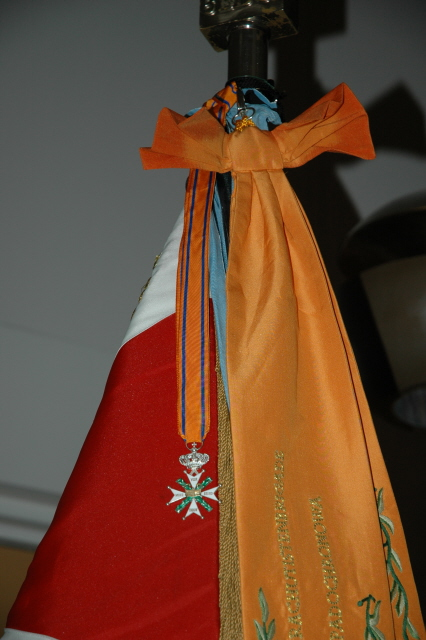
De Militaire Willems-Orde aan het vaandel van de Poolse 1e Onafhankelijke Parachutistenbrigade.

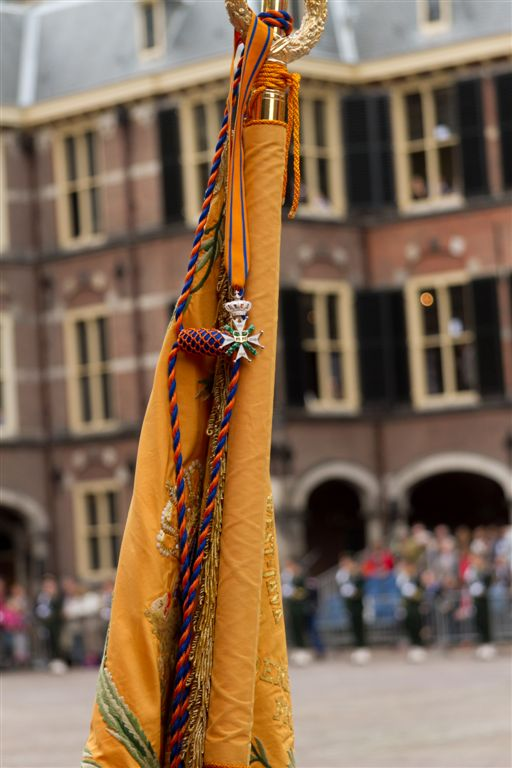
De Militaire Willems-Orde aan het vaandel van de Prinses Irene Brigade tijdens Prinsjesdag 2011

De wet voorzag in het toekennen van 'het teken van de Militaire Willems-Orde' aan militaire korpsen. In de praktijk gaat het om schepen, regimenten en krijgsmachtonderdelen. Omdat de wet niet vaststelt hoe groot dat kruis moest zijn werd in de 19e eeuw gebruikgemaakt van een commandeurskruis dat aan een lint in de kleuren van de orde, een zogenaamde cravatte, aan de stok van het vaandel wordt gebonden. Het commandeurskruis is groter en dus beter zichtbaar. Sinds de wetswijziging van 1940 gaat het steeds om een ridderkruis der vierde klasse.
De 13 eenheden die de Militaire Willems-Orde toegekend hebben gekregen, of de tradities voortzetten van eenheden aan wie de Militaire Willems-Orde was toegekend:

- Het 7e Bataljon Infanterie in Nederlands-Indië (1849) (Opgeheven)

- Het 3e Bataljon Infanterie in Nederlands-Indië (1877) (Opgeheven)

- Het Korps Marechaussee in Atjeh en Onderhorigheden (1930) (Opgeheven)

- De Koninklijke Luchtmacht dat de tradities voortzet van het wapen der Militaire Luchtvaart (18 mei 1940)

- De Marine Luchtvaartdienst (1942)

- Het Wapen der Militaire Luchtvaart van het K.N.I.L. (1942) (Opgeheven)

- Het Garderegiment Fuseliers 'Prinses Irene' dat de tradities voortzet van de Koninklijke Nederlandse Brigade Prinses Irene (16 juli 1945)

- De U.S. 82nd Airborne Division (8 oktober 1945)

- Het Korps Mariniers (1946)

- De Onderzeedienst (1947)

- Het Regiment Van Heutsz (begin jaren zeventig, als voortzetting van onder andere 3e en 7e Bataljon Infanterie en Korps Marechaussee in Atjeh en Onderhorigheden)

- De Poolse 1e Onafhankelijke Parachutistenbrigade (Pools: 1 Samodzielna Brygada Spadochronowa) waarvan de tradities momenteel voortgezet worden door de 6e Poolse Parachutistenbrigade, gelegerd in Krakow, Polen (Pools: 6 Brygada Desantowo-Szturmowa) (31 mei 2006)

- Het Korps Commandotroepen (15 maart 2016)

## Onderscheiding van staatshoofden
Op 13 september 1855 werden Napoleon III, keizer van Frankrijk, en Tsaar Alexander II van Rusland, die met elkaar in oorlog waren, beiden het grootkruis in de Militaire Willems-Orde toegekend. Nederland was neutraal en de koning wilde niemand voor het hoofd stoten. Koning Willem III wist dat de staatshoofden er op stonden dat zij in Nederland de hoogste onderscheiding ontvingen, en dat was nu eenmaal het grootkruis in de Militaire Willems-Orde. Ook de koning van Denemarken en keizer Frans Jozef I van Oostenrijk ontvingen een Grootkruis. De Duitse keizer Wilhelm II, ijdel en erg op onderscheidingen gesteld, moest daarom ook een grootkruis ontvangen. Dat gebeurde in 1889 en hij was het laatste staatshoofd dat om zuiver protocollaire redenen een Willems-Orde kreeg.
Dat de ministers moesten beslissen wie een onderscheiding kreeg drong slechts langzaam tot de koningen der Nederlanden door. Het was en is sinds 1848 een zaak voor het kabinet. De nieuwe grondwet van 1848 had de koning immers alle werkelijke macht ontnomen. Pas de koningin-regentes Emma en haar opvolgers wisten zich, ook waar het ridderorden aanging, aan de nieuwe grondwettelijke verhoudingen te houden.
Sinds de oprichting van de Orde zijn aan buitenlandse staatshoofden en prinsen 63 Willemsorden verleend. Het gaat om 32 grootkruisen, 24 commandeurs en 7 ridders 3e klasse.
De laatst benoemde grootkruisen waren keizer Haile Selassie van Ethiopië en koning George VI van het Verenigd Koninkrijk.

## De Militaire Willems-Orde in getallen
Van 1815 tot 1930 is de MWO ongeveer zesduizendmaal toegekend.
- Slag bij Quatre-Bras en Slag bij Waterloo: 1004
- Tiendaagse Veldtocht en Antwerpen: 841
- Indië: 3000
- Atjeh-oorlog: 850
- Diverse: 305

Sinds 10 mei 1940 is de MWO 196 keer toegekend:
- 10-15 mei 1940: 34
- Indië 1942-1945: 38
- Verzet in Nederland: 35
- Nederland 1944-1945: 40
- Politionele Acties 1946-1949: 26
- Diverse, incl. Korea en Afghanistan: 23

Hiervan zijn 60 postuum toegekend, 38 aan buitenlanders en 17 aan burgers.

## Etiquette
De ridders in de Militaire Willems-Orde hebben er, wanneer zij hun onderscheiding dragen, recht op om een militair saluut te ontvangen, ook van militairen met een hogere rang. Daarnaast bestaat ook het voorschrift dat “een commandant, op de avond van de verlening, de nieuwe ridder uitnodigt aan zijn dis”, dat wil zeggen, dat de commandant met de ridder, ook als het een soldaat of onderofficier is, dineert.
Tevens heeft de ridder recht op eerbetoon bij het betreden van een kazerne, een daarmee gelijkgestelde ruimte en het aantreden op de Dam tijdens de Nationale Dodenherdenking: de wacht dient in het geweer te komen.
Veel ceremonieel hebben de Nederlandse orden niet gekend, maar in de Militaire Willems-Orde is het gebruik dat de nieuwe ridder tot ridder wordt geslagen. Dat gebeurt niet met een zwaard ("accolade") maar met een klap met de vlakke hand op de schouders, eerst door de grootmeester en daarna door alle andere aanwezige ridders in de Militaire Willems-Orde.
Ridders hebben recht op een begrafenis met militaire eer.

## Titulatuur
Het is gebruikelijk om ridders in de Militaire Willems-Orde als "Weledelgestrenge Heer" of "Weledelgestrenge Vrouwe" aan te schrijven (tenzij de ridder hogere titulatuur verdient op andere gronden). Achter de naam van ridders in de Militaire Willems-Orde worden  de postnominale letters R.M.W.O. (of RMWO) geplaatst.
Deze gebruiken berusten niet op bepalingen in de Wet op de Militaire Willems-Orde of het Reglement op de Militaire Willems-Orde. De Nederlandse Taalunie raadt het gebruik van het woord "Weledelgestreng" op de omslag van een aan een ridder gerichte brief wel aan. Tevens is het gebruik van de letters R.M.W.O. nooit formeel vastgelegd, maar is het gebruik ervan historisch zo gegroeid (in navolging van Brits traditie).

## Het kapittel van de Militaire Willems-Orde
Bij de instelling van de Orde was voorzien in bijzonder ceremonieel en in een kapittel dat de Orde zou administreren (het kapittel van de Militaire Willems-Orde). In het kapittel zouden ridders in de Militaire Willems-Orde zitting hebben maar de wet sloot anderen niet uit. Van deze goede voornemens kwam weinig terecht. De ministeries werkten niet naar behoren met het kapittel samen en het kapittel werd pas in 1946 min of meer voltallig benoemd. De archieven van de Militaire Willems-Orde bleven daardoor vaak onvolledig.
Sinds 1945 zit de kanselier van de Nederlandse Ridderorden, die ook kanselier van de Militaire Willems-Orde is, het kapittel voor.

## Het recht van reclame
Net als in de Orde van Maria Theresia die de Militaire Willems-Orde tot voorbeeld diende, mag een militair ook de aandacht op zijn eigen dapperheid vestigen. Wanneer er getuigen te vinden zijn en het kapittel vindt dat er inderdaad sprake is van bijzondere verdienste en moed, beleid en trouw, kan het iemand voordragen voor benoeming. Dit noemt men het recht van reclame. In veel andere orden is een man die zichzelf voorstelt voor altijd uitgesloten van benoeming - voor de Militaire Willems-Orde mag ook iemand zichzelf voordragen. Het archief van de Orde omvat veel correspondentie met mensen die in zichzelf een ridder zagen.